# خراج برودي
خُرَّاج برودي هو الْتِهَابُ العَظْم والنِّقْي (النقي هو نخاع العظم) ولكنه التهاب تحت الحاد، وربما يستمر لسنوات قبل أن يتطور إلى التهاب ظاهرٍ ومزمنٍ، ويمكن أن يحدث هذا بشكل اعتيادي بعد تقدم المرض وتسرب الخُرَّاج الـمُمْتد على طول الظُّنْبوب (عظم الساق الأكبر) إلى خارج الجلد، وفي بعض الأحيان يكون التهاب العظم والنقي محصورًا في موضع محدد ويكون مُحاطًا بأنسجة حُبَيبِيّة وأخرى ليفيَّة، ويطلق على هذه الحالة مصطلح خُرَّاج برودي، كما أن أكثر الكائنات الحية التي تسبب هذا الالتهاب هي المكورات العنقودية الذهبية.

## الأعراض
ألم موضعي يخففه الأسبرين وغالبًا ما يكون في الليل وتتشابه أعراضه مع أعراض العَظمُوم وهو ورم حميد شبيه بالعظم، وفي العادة يبلغ قطره أقل من 1 سم.

## الموضع
عادة ما يحدث هذا الالتهاب في الكَراديس أي: في ملتقى العظام الطويلة، وأيضا في أقصى الظُّنْبوب وأدناه، وفي أقصى عظمة الفخذ، وفي أقصى الشَّظيَّة وأدناها (العظم الخارجي من عظمي الساق)، وفي أقصى الكُعْبُرَة (أحد عظمي الساعد الأشد قربًا للإبهام).

## التشخيص

### مميزات التصوير الشعاعي
تكون نسبة الشفافية للأشعة البيضاويَّة أو الإهليجيَّة أو الأُفْعُوانِيَّة في العادة أكثر من 1 سم، وغالبا ما تكون محاطة بصُلابٍ (أنسجة متصلبة) شديدِ التفاعل وبنسيجٍ حُبَيبِيّ وبـمَفْرخٍ (موضعٌ تتكاثر فيه البكتيريا أو الكائنات الحية الأخرى) وذلك بنسبة أقل من 1 سم، وعادة ما تظهر الحواف في الصورة الشعاعيَّة على شكلٍ صدفي، ويُفضَّل استخدام التصوير المقطعي المحوسب CT عند تصوير خرَّاج برودي، كما يصاحب هذا الالتهاب ضمور في الأنسجة الرخوة الموجودة في موقع الإصابة (أي: يتوقف نموها)، وقصور في مهام العظم المصاب، كما أنَّ وَرَم بَانِياتِ العَظْم (أي: الخلايا التي تبني العظام) قد تكون علامة اعتيادية لخراج برودي.

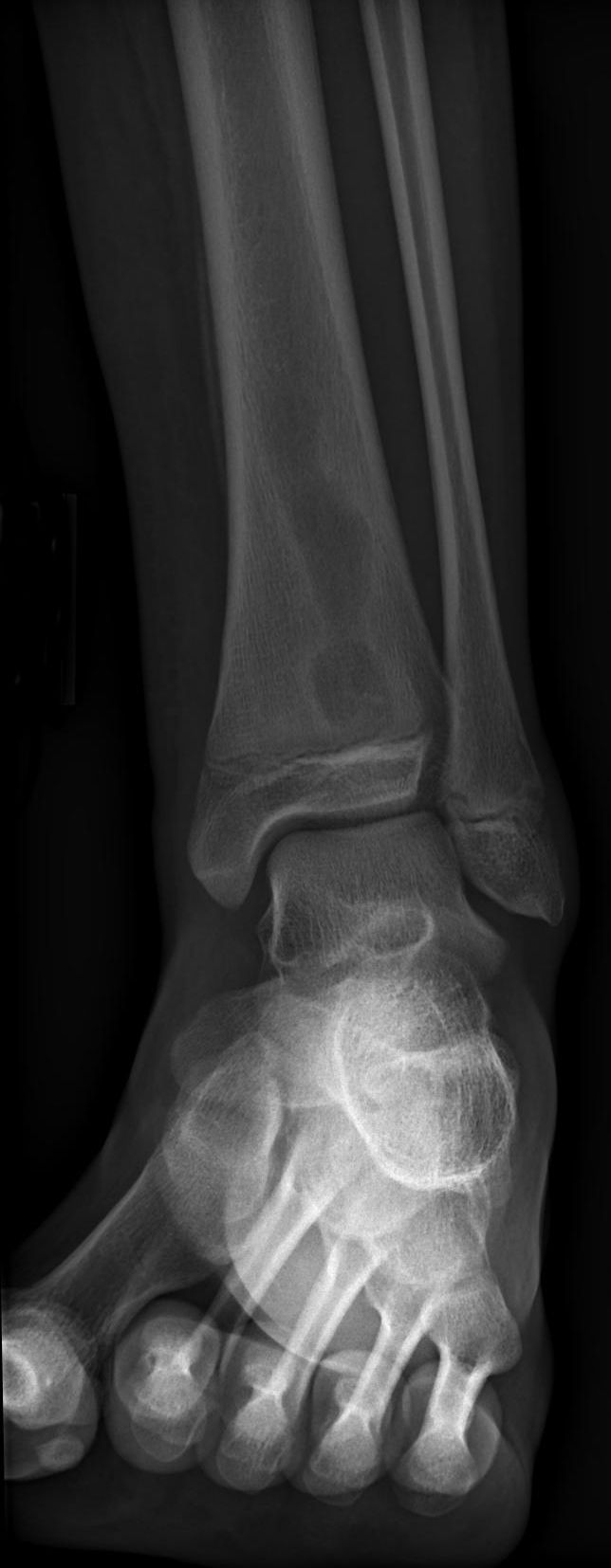
ُتُظْهِر الصورةُ الخلفيةُ الأماميةُ PA لأقصى الظُّنْبوب الأيسر آفةً انحلاليةً في أقصى الكردوس وتُظْهِر أيضًا منطقةً انتقاليةً ضيقةً ذنبيَّةَ الشَّكل ذاتَ حافةٍ باهتةٍ ومنطقةً انتقاليةً واسعةً في اتجاهٍ رأسي، ويشير رد الفعل السِّمْحاقِيّ (أي ذو علاقة بالسمحاق وهو غشاء من النسيج الضام يكسو العظام) الممتد على طول قشرة العظم الوسطى إلى وجود آفة خبيثة، كما يمكن أن تَظْهَر نفس الصورة الشعاعية البسيطة عند تنشُّؤ أورامٍ مثل سرقوم إيوينغ (وهو ورم خبيث ينمو في النسيج الضام) أو عند وجود التهاب العظم والنّقي، وقد تم علاج بكتيريا المكورات العنقودية هنا جراحيًّا.
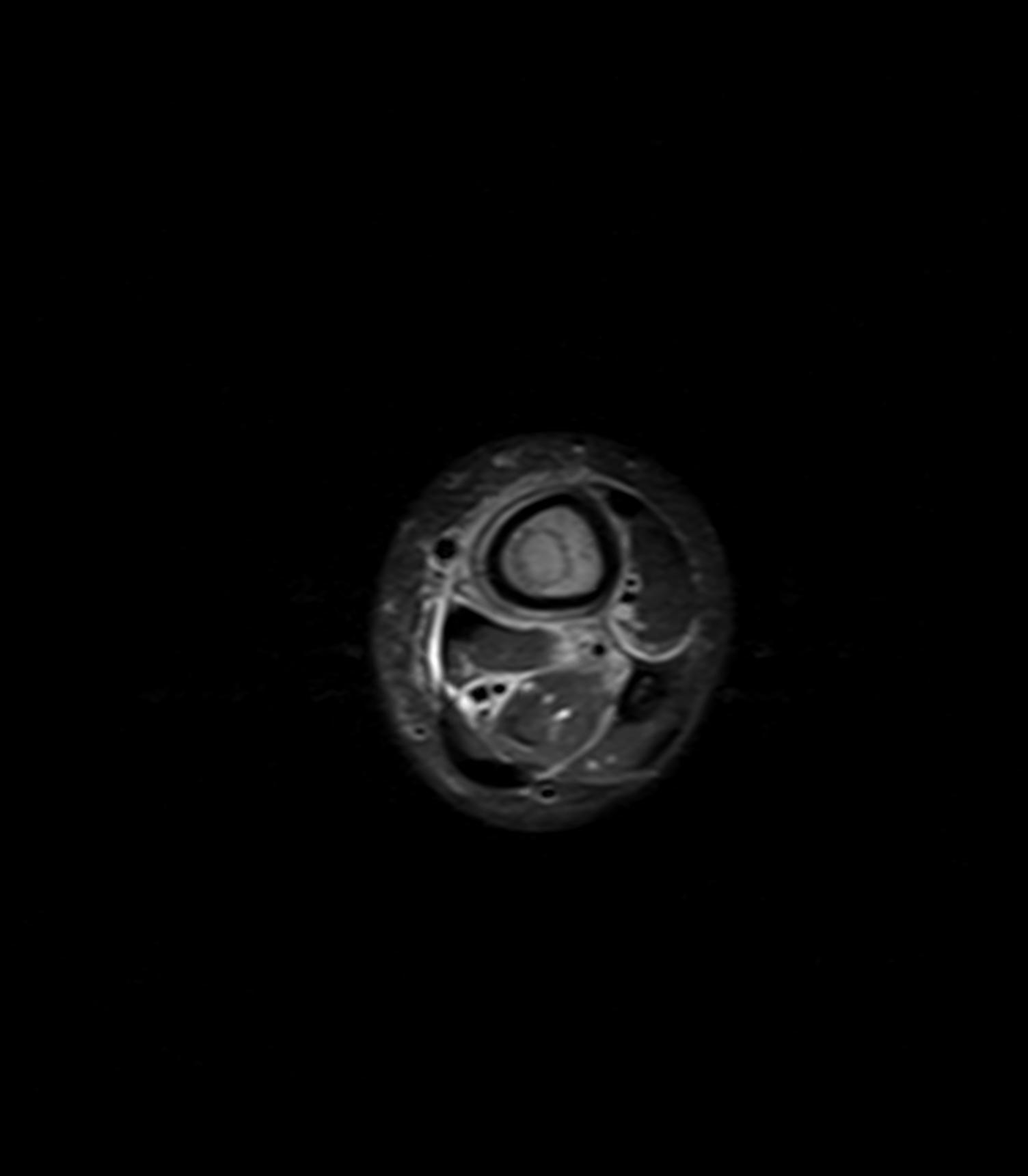
تُظهر صورة ستاير STIR المشبعة بالدهون (وهو اختصار لصورة الاستِعادة العكسِيَّة القصيرة للتاو) وذمة عالية الكثافة في مجموعة عضلات رَبْلة الساق، وتُظهر أيضا وذمة النِّقي وصديدًا تحت السمحاق، كما أن تجويف الخرَّاج داخلَ النخاعِ عالي الكثافة أيضًا.
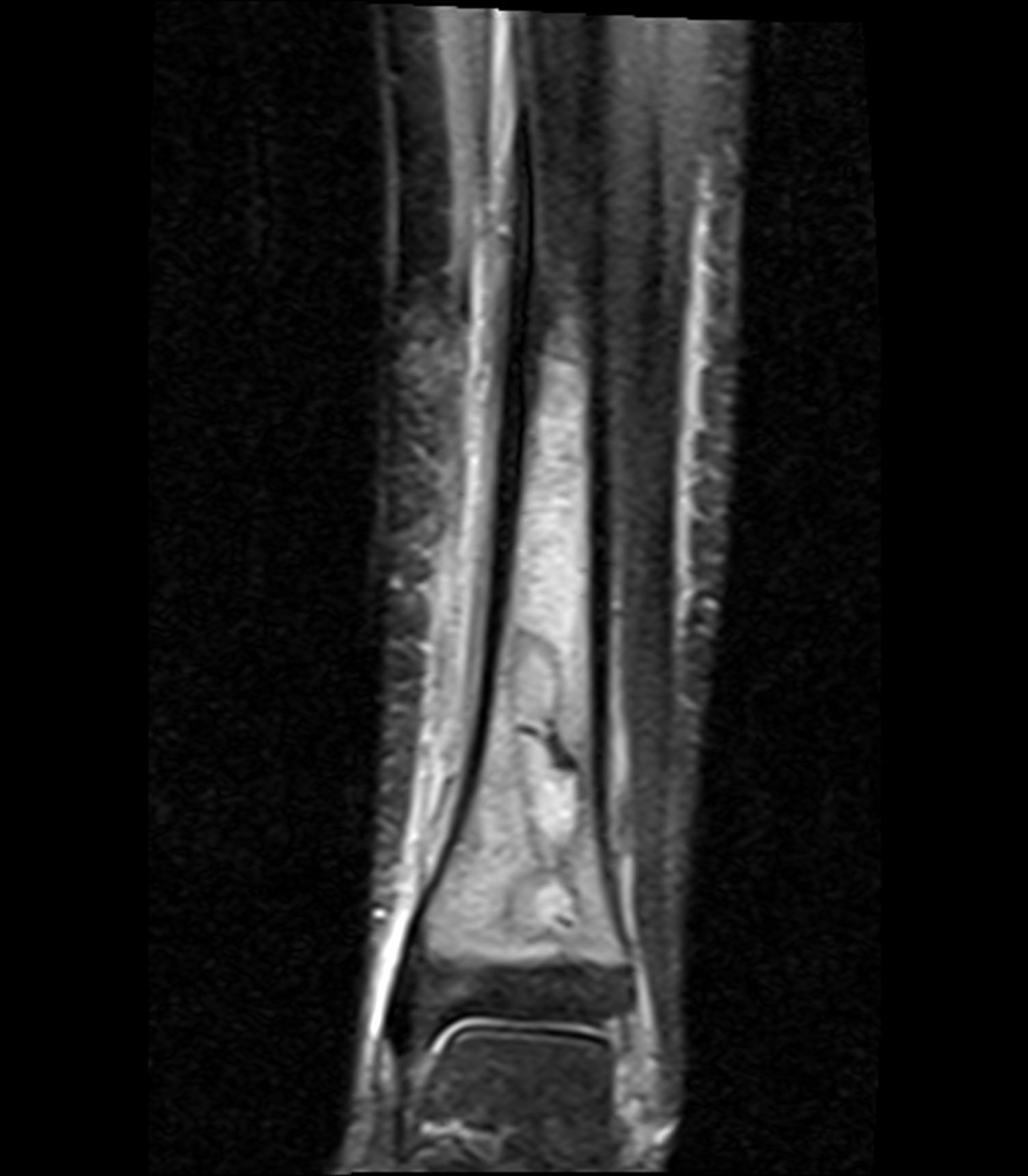
تُظهر صور ستاير STIR الـمكبوتة عن الدهون الإكليلية نخاعَ العظم ووذمةً تحت الجلد وأخرى تحت السمحاق، كما أنَّ الحافة الرقيقة ذات الكثافة المنخفضة والتي تحيط بالمجموعة داخل النخاع تمثِّلُ حلقة الوصل التفاعلية بين الخرِّاج وبين محاولة الجسم لبناء جدار حول الخرَّاج.
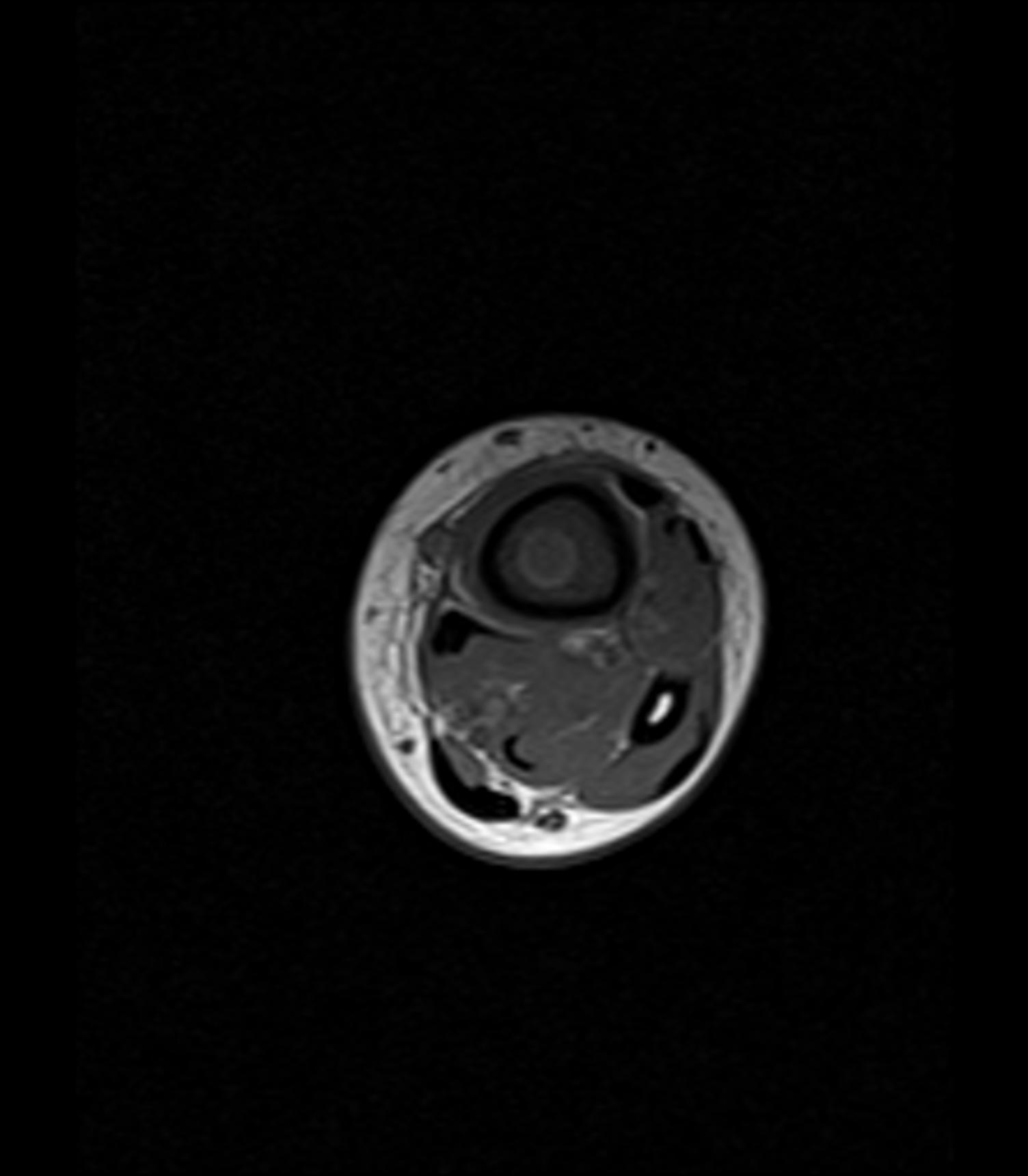
ُيُظْهِرالتحَسُّن ما قبل التَّباين في الصورةِ المحوريَّةِ الموزونةِ بنمط ت1 والتي اُلْتُقِطت بواسطة الرنين المغناطيسي أن المجموعة داخل النخاع ذات الكثافة العالية-ت1 تشير إلى وجود تناغم بين العدوى وبين سائلٍ بروتينيٍّ لزج.
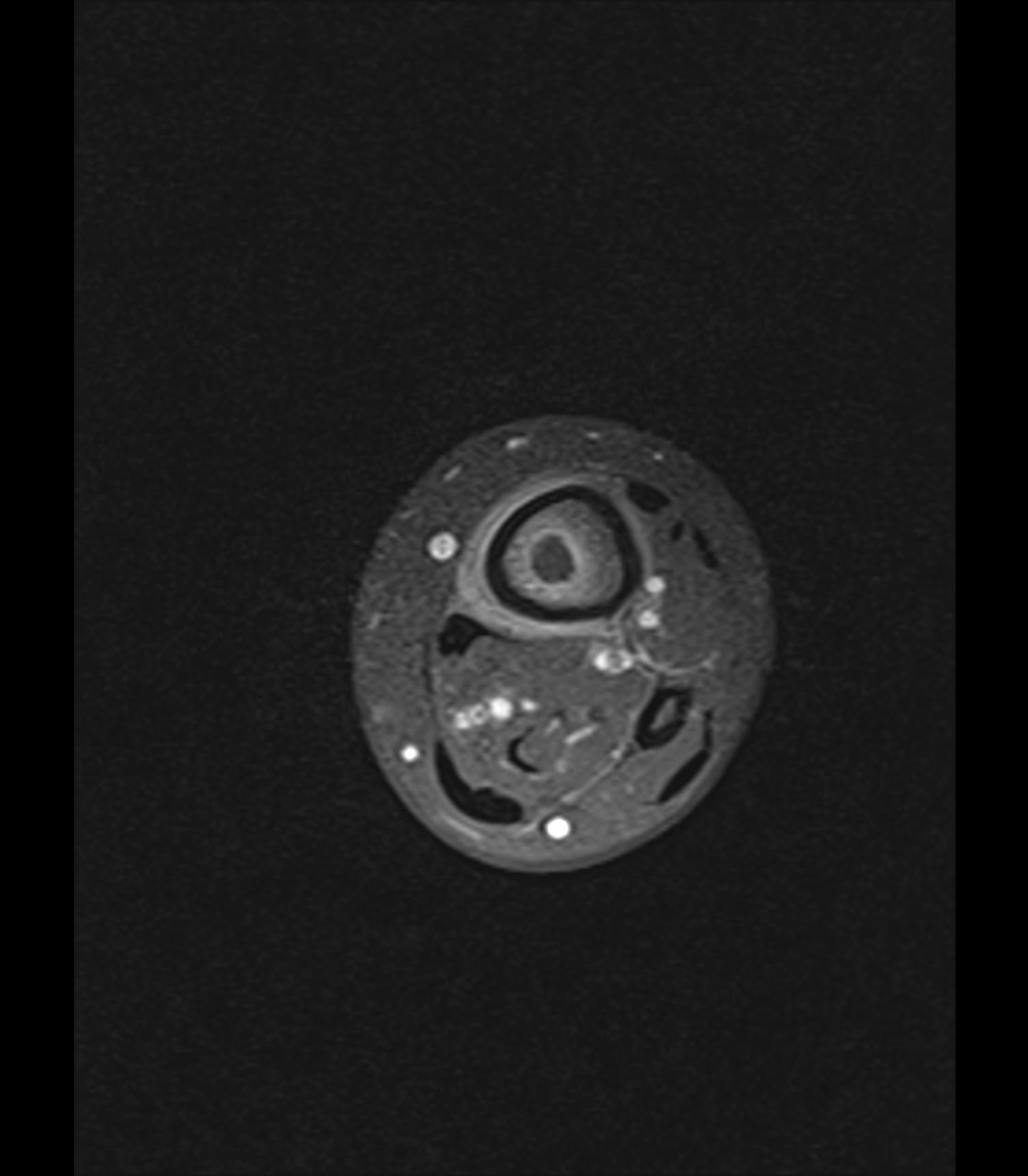
توضح الصورة المحوريَّة المشبعة بالدهون والموزونة بنمط ت1 والتي اُلْتُقِطت بعد تباين الجادولينيوم الرابع بواسطة الرنين المغناطيسي أن منطقة التحلل داخل النخاع -كما هو ظاهر في التصوير الشعاعي- هي حلقة تحسُّنٍ متناغمةٌ مع مجموعةِ السوائل الصَّديديَّة، كما تُظْهِر الصورة أيضًا تحسُّنًا كبيرا في محيط السمحاق وفي نخاع العظم.
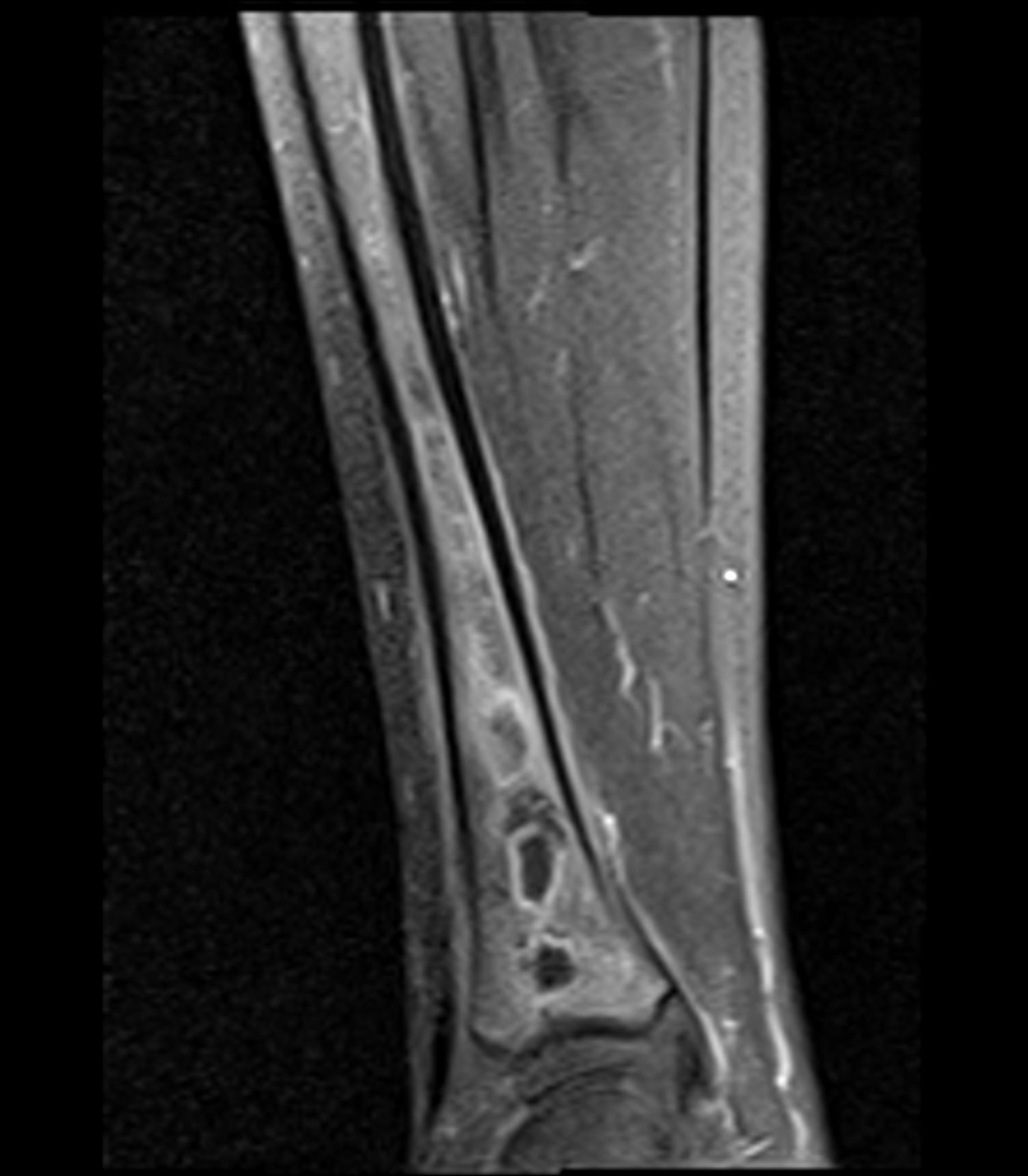
تُظهر الصورة السهميَّة الـمكبوتة عن الدهون والموزونة بنمط ت1 والتي اُلْتُقِطت بعد الجادولينيوم حجم الخراج في عدة مواقع داخل النخاع.

## العلاج
يتطلب علاج هذا المرض تدخلاً جراحيًا في أغلب الحالات، فإن كان تجويف الخُرَّاج صغيرًا يتم إجراء عملية التَّجريف (عملية إزالة الأنسجة الميتة من تجويف جسدي) تحت غطاءِ مضادٍ حيوي، وإن كان كبيرًا فلابد من حشو التجويف برقائق أو قطع تُؤْخَذ من عظمٍ اسفنجي وذلك بعد إجراء عملية التَّجريف.

## السجل التاريخ
سُمِّيَ خراج برودي على اسم الجرَّاح الإنجليزي السيد بنيامين كولينز برودي -البارونيت الأول- وذلك في ثلاثينيات القرن الماضي، بدايةً وُصف المرض بأنه التهاب مزمن يؤثر على عظمة الظُّنْبوب ولكن لم تُحدد أسباب المرض آنذاك، ثم أُكتشِف لاحقا أن سبب الخراج هو العدوى.